# تلمبه غلامعباس شیبانی
تلمبه غلامعباس شیبانی یک منطقهٔ مسکونی در ایران است که در دهستان گلستان (سیرجان) واقع شده‌است.